# Kirche Altenhagen (Landkreis Mecklenburgische Seenplatte)

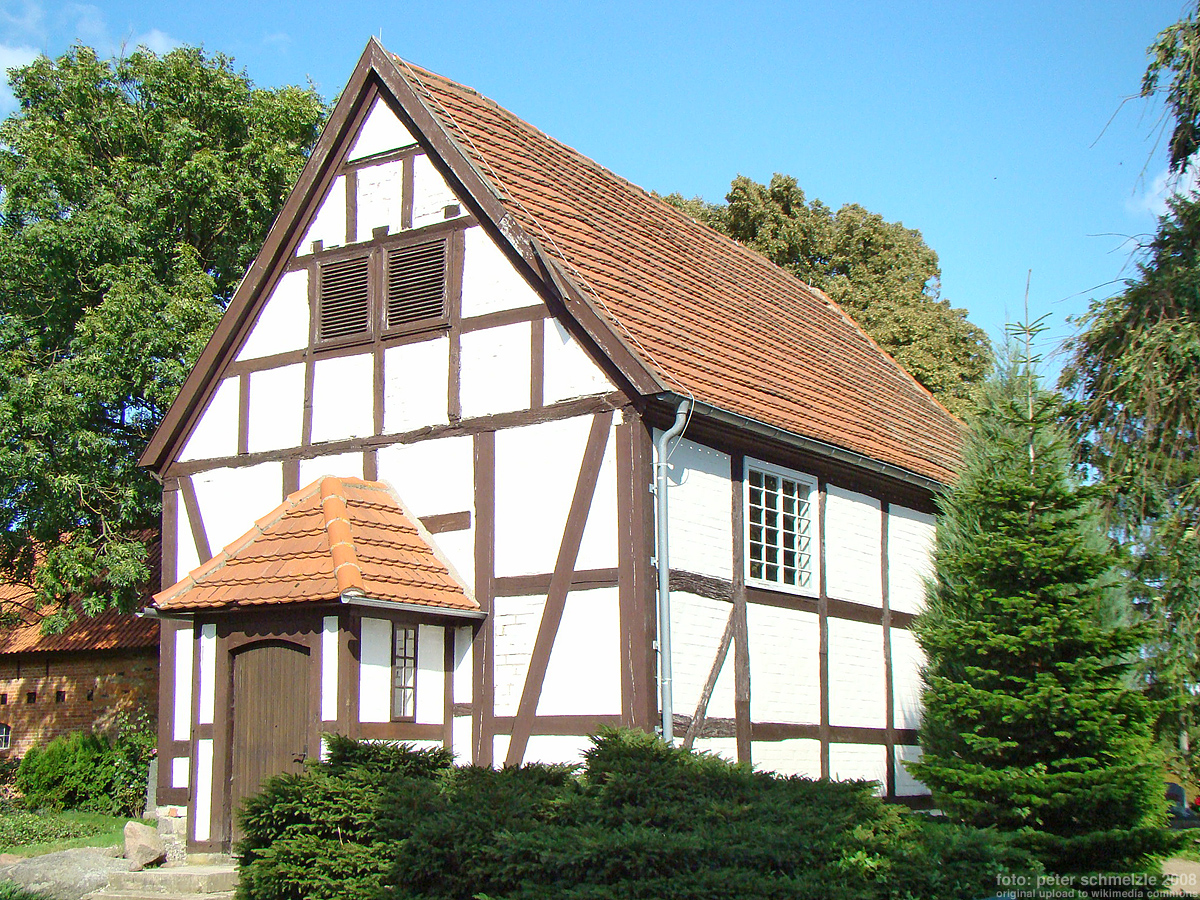
Kirche Altenhagen

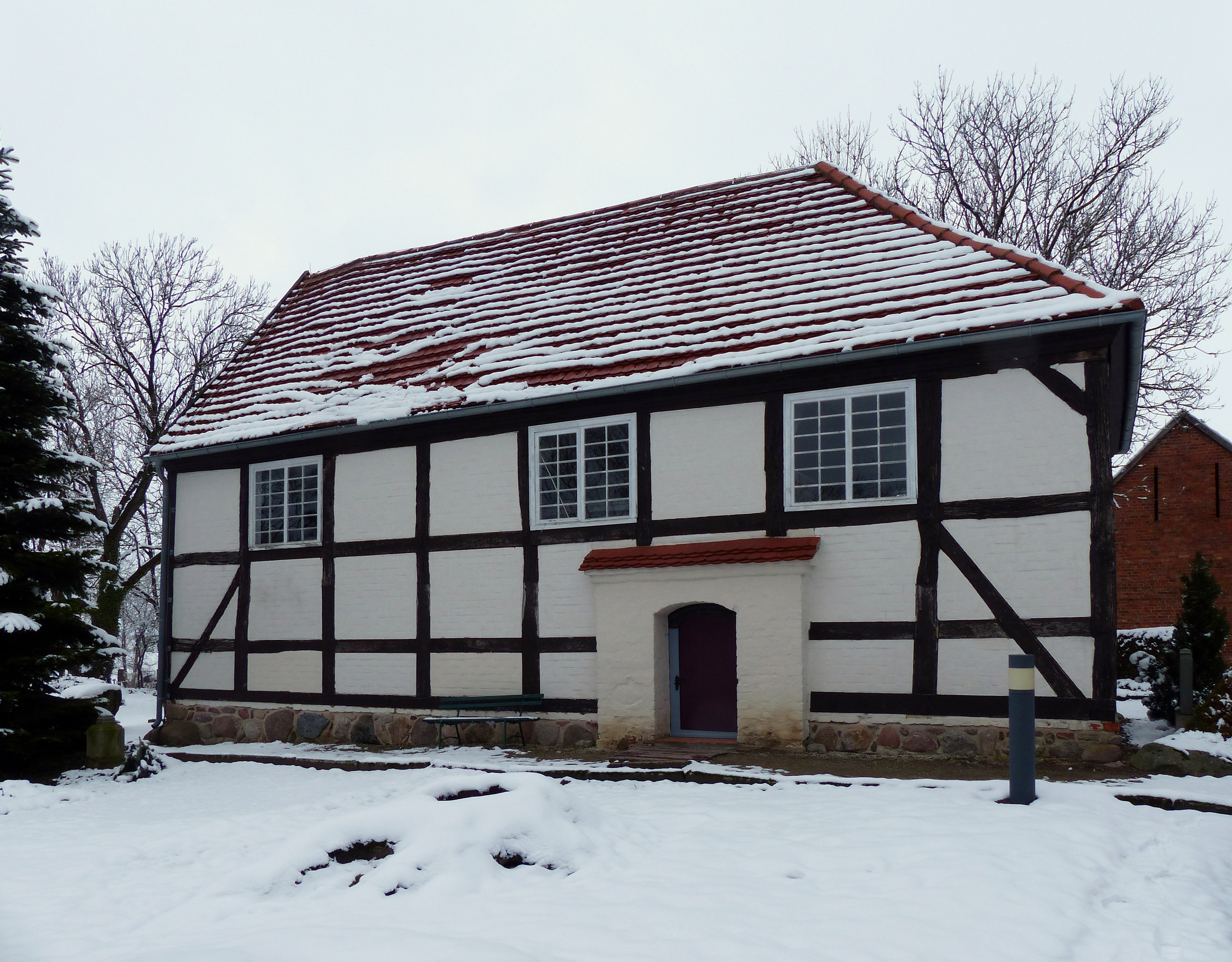
Südseite mit Portal

Die Kirche Altenhagen  ist ein Kirchengebäude in Altenhagen im Landkreis Mecklenburgische Seenplatte. Sie gehört zur Kirchengemeinde Altenhagen der Propstei Demmin im Kirchenkreis Pommern der Evangelisch-Lutherischen Kirche in Norddeutschland. Die Kirche ist ein einfacher turmloser Fachwerkbau auf rechteckigem Grundriss.

## Geschichte
Von 1311 ist die älteste Erwähnung einer Kirche im damals noch Hinrichshagen genannten Ort erhalten.
Dabei bestätigten die Voß auf Wolde der von ihren Vorfahren gestifteten Kirche den Besitz von zwei Hägerhufen mit allen Gerechtigkeiten.
Nach dem Dreißigjährigen Krieg wurde in der zweiten Hälfte des 17. Jahrhunderts die jetzt erhaltene Fachwerkkirche als Notkirche neu errichtet. Die Reste abgebrannter Stallgebäude dienten als Baumaterial.
1993 wurde die Kirche saniert.

## Innenausstattung
Die Kanzel ist aus dem ehemaligen Barockaltar erhalten. Ebenso sind Taufständer und West- und Südempore spätbarock. Der Altartisch und das Gestühl sind modern. Die Orgel wurde 1968 von Ulrich Fahlberg  gebaut und hat drei Register ohne Pedal.